# Lubiczyn (województwo lubelskie)
Lubiczyn – wieś w Polsce położona w województwie lubelskim, w powiecie parczewskim, w gminie Dębowa Kłoda.
W latach 1975–1998 miejscowość administracyjnie należała do województwa bialskopodlaskiego.
Wieś stanowi sołectwo w gminie Dębowa Kłoda. Według Narodowego Spisu Powszechnego z roku 2011 wieś liczyła 180 mieszkańców.
Wierni Kościoła rzymskokatolickiego należą do parafii Narodzenia Najświętszej Maryi Panny w Kodeńcu.

## Historia
Lubiczyn w wieku XIX opisano jako wieś i trzy folwarki tej nazwy w powiecie włodawskim ówczesnej gminie Krzywowierzba, parafii Opole. Wieś posiadała w roku 1884 60 domów i 347 mieszkańców, gruntu 2303 mórg.
Podług spisu z roku 1827 było tu 40 domów i 198 mieszkańców. Według zapisów Towarzystwa Kredytowego Ziemskiego folwark Lubiczyn oznaczony literą B i wsiami Lubiczyn i Nietiahy był rozległy 664 mórg. Wieś Lubiczyn posiadała osad 35, z gruntem 431 mórg, wieś Nietiahy osad 4 z gruntem 35 mórg.
Folwark Lubiczyn z literą C – Emilianówka, posiadał reozległośc 242 mórg [...], folwark Lubiczyn z literą E – Sabinin 242 morgi eksploatowano pokłady torfu.

## Pochodzą z Lubiczyna
- Wacław Pytkowski (ur. 2 lipca 1904 w Lubiczynie, zm. 4 lipca 1989 w Warszawie) – profesor zwyczajny, polski ekonomista rolny.